# لوسي أوزارن
لوسي دورثي أوزارن (بالإنجليزية: Lucy Ozarin)‏ (18 أغسطس 1914 - 17 سبتمبر 2017)، هي طبيبة نفسانية خدمت في بحرية الولايات المتحدة. كانت واحدة من أوائل الطبيبات النفسانيات المفوضات في البحرية، وكانت واحدة من الطبيبات النفسانيات السبعة اللواتي خدمن إبّان الحرب العالمية الثانية.

## نشأتها وتعليمها
وُلدت أوزارن في حي براونسفيل في بروكلين بنيويورك، وذلك في 18 أغسطس 1914، وكانت الأصغر من بين أربع أطفال لأبويها. كان أبواها مهاجرين روسيين، تقابلا وتزوجا في الولايات المتحدة.
حين كانت في سن السابعة، انتقلت عائلتها إلى إنوود في لونغ أيلاند بنيويورك. كانت عائلتها هي العائلة اليهودية الوحيدة في البلدة. حين التحقت بالمدرسة، عملت هي وأشقائها جميعًا في متجر والدها الأساسي في إنوود. كانت متفوقة في المدرسة، وتخرجت من مدرسة لورانس الثانوية في سن السادسة عشر.
التحقت أوزارن بجامعة نيويورك، حالها حال جميع أشقائها. خلال سنتها الأولى في الكلية، لعبت أوزارن لصالح فريق كرة السلة الجامعي النسائي في الكلية وعملت مندوبة مبيعات في متاجر مايسيز أيام السبت. بعد ثلاثة سنوات في جامعة نيويورك، دخلت أوزارن المدرسة الطبية في حرم كلية الطب بجامعة نيويورك في فالالا. كانت أوزارن واحدة من ست نساء التحقن في فصل مؤلف من مئة طالب. حصلت أوزارن على شهادة الدكتوراه في الطب عام 1937.
مسيرتها المدنية
عملت أوزارن كمقيمة في مستشفى هارلم لطب الأطفال لمدة عامين. خلال خمسة أشهر من تلك المدة، عملت أوزارن على سيارة إسعاف، وقد وجدت في ذلك عملًا مثيرًا.
بعد أن أُعطيت الخيار لعلاج مرضى السل أو المصابين بالمرض العقلي، اختارت أوزارن الثاني لأنه لم يكن مرضًا مُعديًا. عملت أوزارن بعد ذلك كمقيمة في وحدة الأمراض النفسية بمشفى مقاطعة ويستشستر.
بعد سبعة أشهر من هذا، أُصيب والدها بسكتة دماغية، وقرر الانتقال إلى قرب بوفالو في نيويورك، حيث كان يعيش في ذلك الوقت. عملت أوزارن في مشفى ولاية جوندا لثلاث سنوات. بدأت أوزارن مسيرتها في جناح الحالات الحادة ثم انتقلت لاحقًا إلى جناح الحالات المزمنة، كان لدى أوزارن خمسمئة مريض تحت رعايتها. حين وجدت أن المرضى النفسيين المزمنين في المشفى كانوا في حالة سيئة للغاية، حاولت تحسين ظروفهم عند وجودها هناك.

## خدمتها العسكرية
حين دخلت الولايات المتحدة الحرب العالمية الثانية، غادر الأطباء النفسانيون الذكور المشفى، ووجدت أوزارن نفسها الطبيبة الوحيدة لأكثر من ألف مريض، معظمهم مصابين بالفصام. أنشأت السلطة التشريعية خدمة قبول النساء كمتطوعات طوارئ في قسم من الوحدة الاحتياطية البحرية للولايات المتحدة عام 1942. أُلهمت جزئيًا من انضمام شقيقها إلى الخدمة العسكرية كمهندس، وقررت الانضمام هي الأخرى أيضًا. لم يقبل مدير المشفى السماح لأوزارن الحصول على إذن للمغادرة، لذا قدمت استقالتها من موقعها بدلًا من ذلك.
عملت أوزارن مؤقتًا كمساعد مشرف في مشفى متروبوليتان في نيويورك لمدة ستة أشهر حتى أقسمت اليمين في البحرية. كان المقصود من وثيقة التكليف البحرية أن تُستخدم لرجل، وكان يُشار إلى أوزارن بصيغة المذكر. كانت رتبة أوزارن مساعد جراح، صف ملازم مبتدئ. كانت أوزارن واحدة من أول سبع نساء تُنصّبن بمرتبة ضابط في البحرية الأمريكية.
عُينت أوزارن في بيثيسدا بولاية ماريلاند دون الخضوع لأي تدريب عسكري إطلاقًا، وذلك في أكتوبر 1943، إذ كانت ترفع التقارير إلى الكابتن فوريست مارتن هاريسون. أمضت أوزارن أربعة أشهر وهي تعمل في مشفى عسكري، إلى أن تلقت أوامر بالحضور في كامب ليجون.
في ذلك الوقت، كان هناك 33,000 رجل و3000 امرأة يتمركزون في كامب ليجون. كان يوجد طبيبتان عقد ُينتا في عيادة المعالين الموجودة خارج القاعدة. أعطى قائد المشفى أوزارن انطباعًا بأنه لا يحترم المرأة ولا مجال الطب النفسي. طُلب من أوزارن إجراء فحوصات جسدية على المتقدمين للعمل في المشفى، والتي وجدتها أوزارن مضيعة لمهاراتها، خاصة حين كان الأطباء الذين يتلقون تدريبات نفسية مدتها تسعين يوم يعالجون مرضى الطب النفسي.
بعد أسابيع قليلة، ساعدت إحدى الكليات في بيثيسدا أوزارن على تأمين انتقال إلى مركز تدريب خدمة قبول النساء كمتطوعات طوارئ في كلية هنتر في مدينة نيويورك. كانت أوزارن واحدة من ثلاث طبيبات في جامعة هنتر. أجرت أوزارن فحوصات جسدية على النساء اللواتي يدخلن خدمة النساء كمتطوعات طوارئ والوحدة الاحتياطية النسائية في خفر السواحل الأمريكي.
في فبراير عام 1945، أُعطيت أوزارن أوامر للعودة إلى بيثيسدا لمعالجة متطوعات خدمة قبول النساء كمتطوعات طوارئ، واللواتي يعانين من القلق ومشاكل أخرى. درست أوزارن في مشفى سانت إليزابيث في العاصمة واشنطن في الأوقات التي كانت لا تعاين المرضى بها. مع نهاية الحرب العالمية الثانية، فكرت أوزارن أن البحرية لن تحتاج خدمتها قريبًا، وبدأت تبحث عن مكان آخر، تقدمت بطلب للحصول على زمالة في الطب النفسي للأطفال، لكنها لم تُقبل. حصلت على شهادة البورد الأمريكي للطب النفسي وعلم الأعصاب في الطب النفسي في وقت لاحق من ذلك العام في سبيل زيادة قيمتها في سوق العمل.

## خدمتها العسكرية ما بعد الحرب
بعد نهاية الحرب العالمية الثانية، بدأت البحرية بالاستغناء عن أطبائها عام 1946. عادت أوزارن إلى ولاية نيويورك للعيش مع والديها، بينما بقيت في الوحدة الاحتياطية البحرية. في سبيل البحث عن عمل، تعاونت مع زميل البحرية الشرقية مايك سبوتسوود الذي أوصى بأن تتقدم بطلب للعمل في إدارة المحاربين القدماء. استغرق الأمر مقابلات قصيرة مع الدكتور هارفي تومبكيز والدكتور دانيال بلين لتأمين منصب مساعد رئيس الطب النفسي في المشفى. في غضون عام، ترقت أوزارن إلى رئيس مشفى الطب النفسي. أثناء عملها في رابطة المحاربين القدماء، سألت أوزارن تومبكنس عن سبب وجود الكثير من المرضى في المشفى لمدة عشر سنوات، ورد تومبكنس على هذا عن طريق تكليفها بمهمة. زارت أوزارن جميع مشافي الأمراض العقلية العامة للتحقق من الأعمال المتراكمة في خدمات الصحة العقلية، ومراقبة الرعاية المقدمة للمرضى الذين يعانون من مرض عقلي. كتبت أوزارن مقالًا لمجلة ريدرز دايجست حول مرضى الأمراض النفسية المزمنة الذين لم يتلقوا زوارًا مطلقًا، لكن إدارة المحاربين القدماء لم تسمح بنشره. دفعت المجلة 200 دولار لأوزارن مقابل المقال، وقد تبرعت لاحقًا بالمبلغ لصندوق المرضى في مشفى توسكاجي، وهو مشفى يعاني من نقص شديد في التمويل.
في بداية الخمسينيات من القرن العشرين، سافرت أوزارن إلى بيثيل، ماين لتدريب مجموعة لمدة أسبوعين في مختبرات التدريب الوطنية بقيادة علماء الاجتماع. حين عادت أوزارن، أنشأت مجموعات تدريبية وبرامج جديدة أخرى لمرضى الطب النفسي في مشافي إدارة المحاربين القدماء. أسست أيضًا معهدًا تدريبيًا في مشفى كوستسليف ڤي إيه الطبي، حيث يناقش المدراء السريون لإدارة المحاربين القدماء التطورات في الطب النفسي. قررت أوزارن التخلي عن تفويضها العسكري ووجودها في الوحدة الاحتياطية البحرية عام 1957. التحقت بخدمة الصحة العامة بالولايات المتحدة في ذات العام. عملت أوزارن كمسؤولة طبية في المكتب الإقليمي في مدينة كانساس لثلاث سنوات، حيث حفزت فعاليات الصحة العقلية وتأكدت أن التمويل يُنفق وفقًا للقواعد والقوانين. التحقت أوزارن بكلية الصحة العامة بجامعة هارفارد، وحصلت على الماجستير في الصحة العامة عام 1961. عادت إلى المكتب الإقليمي في مدينة كانساس بعد التخرج.
حين صدّق رئيس الولايات المتحدة جون ف. كينيدي على مرسوم الصحة العقلية المجتمعية، اختار المعهد الوطني للصحة العقلية أوزارن كواحدة من الأشخاص الخمسة لكتابة القوانين وتأسيس مراكز الصحة العقلية المجتمعية عبر البلاد. في سبيل تحديد أي قالب ينبغي أن تكون فيه مراكز الصحة العقلية المجتمعية، سافرت أوزارن عبر البلاد، وذلك لتقييم الخدمات النفسية التي تقدمها المرافق الطبية ومدى فاعليتها. بعد كتابة القوانين، قيّمت أوزارن الطلبات وقبلتها للموافقة على استبدال مشافي الأمراض العقلية ذات الإقامة طويلة الأمد بمراكز الصحة العقلية المجتمعية الأقل عزلةً للأشخاص الذين يعانون من مرض عقلي أو إعاقة في النمو.

## تقاعدها
تطوعت أوزارن لدى الجمعية الأمريكية لعلم النفس بدايةً من منتصف ثمانينيات القرن العشرين، وبشكل مستمر حتى 25 عامًا، تفقدت أوزارن كل كتاب في مكتبة ومحفوظات ميلفن سابسن في جمعية علم النفس الأمريكية وتأكدت من إدخالها جميعها في فهرسها على الإنترنت.
تطوعت أوزارن في المكتبة الوطنية الطبية في قسم تاريخ الطب من عام 2004 وحتى 2013. خلال الحرب الأهلية، جمع الجراح العام جون شو بيلينغز كل كتاب طبي منشور في البلاد وكل منشور عن الصحة العامة وطب الدولة. أخذت أوزارن على عاتقها فهرسة هذه الكتب، البالغة نحو عشرين إلى ثلاثين ألف وثيقة ومنشور، حتى يتمكن الباحثون الطبيون من إيجادها والتعلم منها. خلال هذه المهمة، حصلت أوزارن على زاد طويل من المعرفة عن تاريخ الطب في الولايات المتحدة.
فرزت أوزارن المئات من الأطروحات الطبية من القرن الثامن عشر وفهرستها. اكتشفت أوزارن في هذه المهمة الأطروحة الطبية لبنجامين راش، أحد مؤسسي الطب النفسي الأمريكي، وأحد الموقعين على إعلان الاستقلال. كتبت أوزارن معظم النص واختارت صورًا للموقع الإلكتروني للمكتبة الوطنية للطب.
خلال أواخر التسعينيات من عمرها، كتبت أوزارن أكثر من خمسين سيرة ذاتية لعلماء نفس بارزين على ويكيبيديا الإنجليزية. أمضت أوزارن ظهيرة أيام السبت لمدة عشرين عامًا متطوعةً في مطبخ مشفى سوبربان في بيثسيدا بولاية ماريلاند. كانت أوزارن عضوًا فعالًا في مجموعة كبار السن في الكنيس الذي ارتادته. توفيت أوزارن في سبتمبر من عام 2017 عن عمر يناهز 103 أعوام.